# Thomas Skat Rørdam

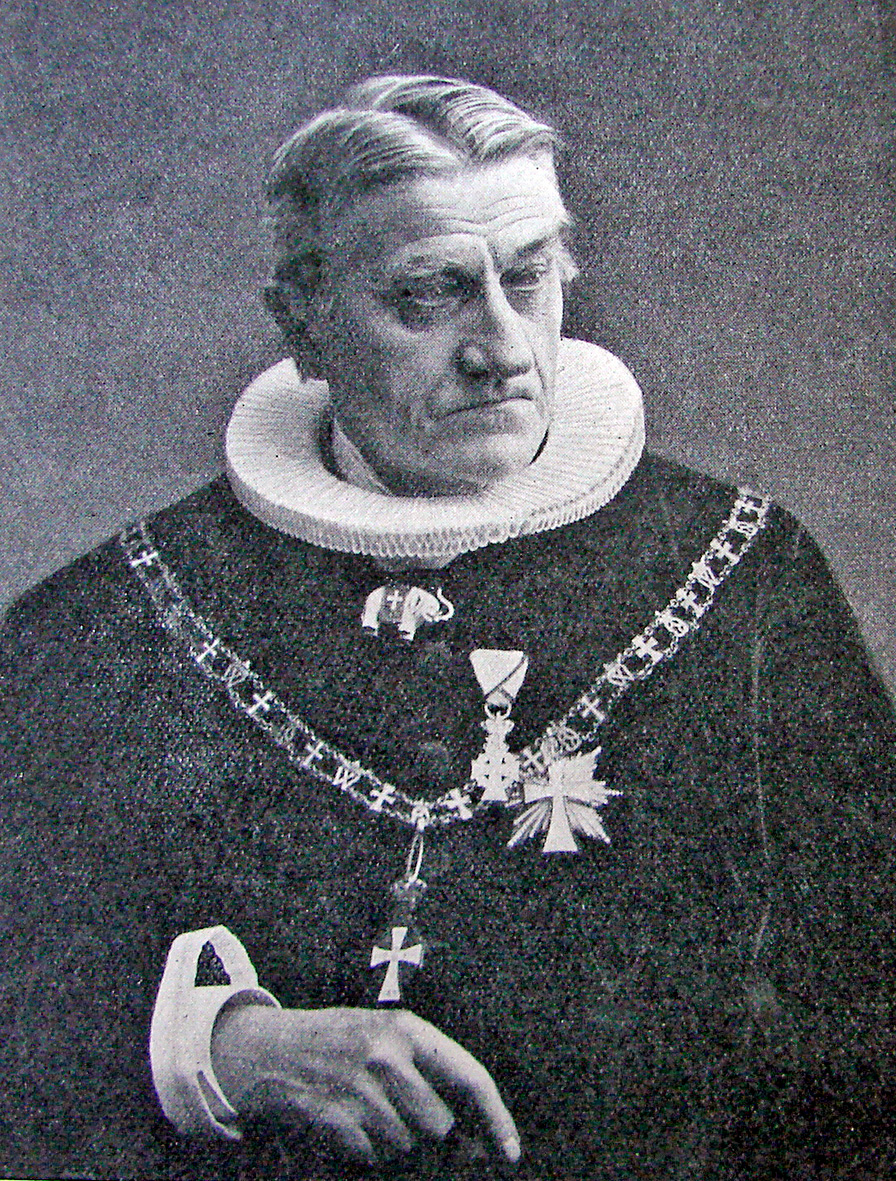
Thomas Skat Rørdam (Foto von 1912)

Thomas Skat Rørdam (* 11. Februar 1832 in Låstrup bei Viborg; † 25. September 1909 in Kopenhagen) war ein dänischer lutherischer Geistlicher und Theologe. Von 1895 bis zu seinem Tod amtierte er als Bischof von Seeland und somit als Primas der Dänischen Volkskirche.

## Familie
Rørdam stammte aus einer weit verzweigten Gelehrtenfamilie. Sein Vater Hans Christian Rørdam (1803–1869) wurde auch als theologischer Autor bekannt, ebenso wie sein Onkel Peter Rørdam (1806–1883). Der ältere Bruder Holger Frederik Rørdam war ebenfalls Pfarrer und machte sich auch als Kirchenhistoriker einen Namen.
Rørdam war ab 1858 mit Ovine Marie Frederikke Hauch (1834–1915) verheiratet, einer Tochter des Dichters Carsten Hauch. Von seinen Söhnen wurden Erling Rørdam (1860–1939) und Hemming Skat Rørdam (1872–1925) Pädagogen, Torkild Skat Rørdam (1876–1939) ebenfalls Theologe.

## Leben
Rørdam studierte Theologie an der Universität Kopenhagen und legte 1855 das theologische Kandidatenexamen ab. Als Stipendiat an Borchs kollegium hatte er anschließend für mehrere Jahre Gelegenheit für kirchenhistorische Forschungen. Er untersuchte Manuskripte der von Paul von Tella stammenden syrischen Übersetzung der Hexapla und wurde für seine Edition 1857 zum Dr. phil. promoviert. Ab 1859 lehrte er an einem Lehrerseminar und war 1862/63 kurzzeitig Leiter der Missionsskole. Während dieser Jahre war er ein überzeugter Anhänger des Grundtvigianismus. Aufgrund seiner Ansichten zu theologischen und kirchlichen Fragen überwarf er sich mit den einflussreichen Bischöfen Hans Lassen Martensen und Gerhard Peter Brammer, so dass keine Aussicht auf eine akademische Karriere zu bestehen schien.
1869 wurde Rørdam Pfarrer in Sønderup-Nordrup auf Seeland, 1873 in Rønnebæk-Olstrup. Seine wissenschaftliche und publizistische Arbeit (unter anderem zahlreiche Artikel in der Dansk Kirketidende) setzte er ebenso fort wie seine wissenschaftliche (Übersetzung von Gedichten Ephräms des Syrers 1879).
Anstelle der erhofften Berufung auf eine Professur erhielt Rørdam 1880 die Hauptpastorenstelle an der Helligåndskirken im Stadtzentrum Kopenhagens. Hier war er ein weit über seine Gemeinde hinaus beliebter Prediger und zugleich ein umtriebiger Aktivist der Grundtvigianer. Vor allem der Kirchenmusik galt sein Engagement. 1886 wurde er Pastor und Propst an der Holmens Kirke. Neben seinen Amtspflichten vollendete er, unterstützt durch seinen langjährigen Freund Otto Møller, eine kommentierte Neuübersetzung des Neuen Testaments, die weite Verbreitung fand.
Nach der Pensionierung des seeländischen Bischofs Bruun Juul Fog wurde Rørdam 1895 dank der Unterstützung der Grundtvigianer und der Anhänger der Indre Mission von Kultusminister Vilhelm Bardenfleth zu seinem Nachfolger berufen, gegen den Widerstand des Königs Christian IX. und der hochkirchlichen Kreise. Als Mitglied im kirkeråd der Dänischen Volkskirche setze er sich erfolgreich für eine Reform der liturgischen Bücher ein. Insbesondere die Einführung des neuen Gesangbuchs von 1895 (Psalme-Bog for Kirke og Hjem) mit einer Vielzahl von Liedern Grundtvigs gilt als sein besonderer Erfolg. Das Wirken in seinem Bistum war dagegen durch viele Konflikte überschattet.

## Ehrungen
- 1883: Ritter des Dannebrogordens
- 1888: Dannebrogmann
- 1894: Ehrendoktorwürde der Universität Kopenhagen
- 1898: Kommandeur 1. Klasse des Dannebrogordens
- 1900: Ordensbischof
- 1898: Großkreuz des Dannebrogordens

## Weitere Schriften (Auswahl)
- Historisk Oplysning om den hellige Skrift, 1866
- Grundtvig og Luthers lille Katekismus, 1873
- Tidens Alvor, 1876
- Ret og Frihed, 1877
- Aandelige Digte, 1879
- Det er godt at haabe, 1879
- Kirkeaaret, en Aargang Prædikener, 1890
- Naadens Aar, 1899
- Breve mellem Otto Møller og Thomas Skat Rørdam 1854–1909. Hrsg. von Erik Nørr. Vier Bände, 1999.